# Großsteingrab Gård Lundebakke
Das Großsteingrab Gård Lundebakke war eine megalithische Grabanlage der jungsteinzeitlichen Nordgruppe der Trichterbecherkultur im Kirchspiel Lynge in der dänischen Kommune Allerød. Es wurde im 19. Jahrhundert zerstört.

## Lage
Das Grab lag südwestlich von Lundebakkegård auf einem Feld. In der näheren Umgebung gibt bzw. gab es zahlreiche weitere megalithische Grabanlagen.

## Forschungsgeschichte
Im Jahr 1890 führten Mitarbeiter des Dänischen Nationalmuseums eine Dokumentation der Fundstelle durch. Zu dieser Zeit waren keine baulichen Überreste mehr auszumachen.

## Beschreibung

### Architektur
Die Anlage besaß eine ost-westlich orientierte längliche Hügelschüttung unbekannter Größe. Ob ursprünglich eine Umfassung vorhanden war, ist unklar. Die Grabkammer war ost-westlich orientiert und hatte einen rechteckigen Grundriss. Sie dürfte als Dolmen anzusprechen sein, da aber weder ihre Maße noch die Anzahl der Wandsteine überliefert sind, ist eine genauere Klassifizierung nicht möglich.

### Funde
In dem Grab wurden nicht näher beschriebene Steingeräte gefunden, aber nicht aufgehoben.